# Hinduismus auf den Seychellen

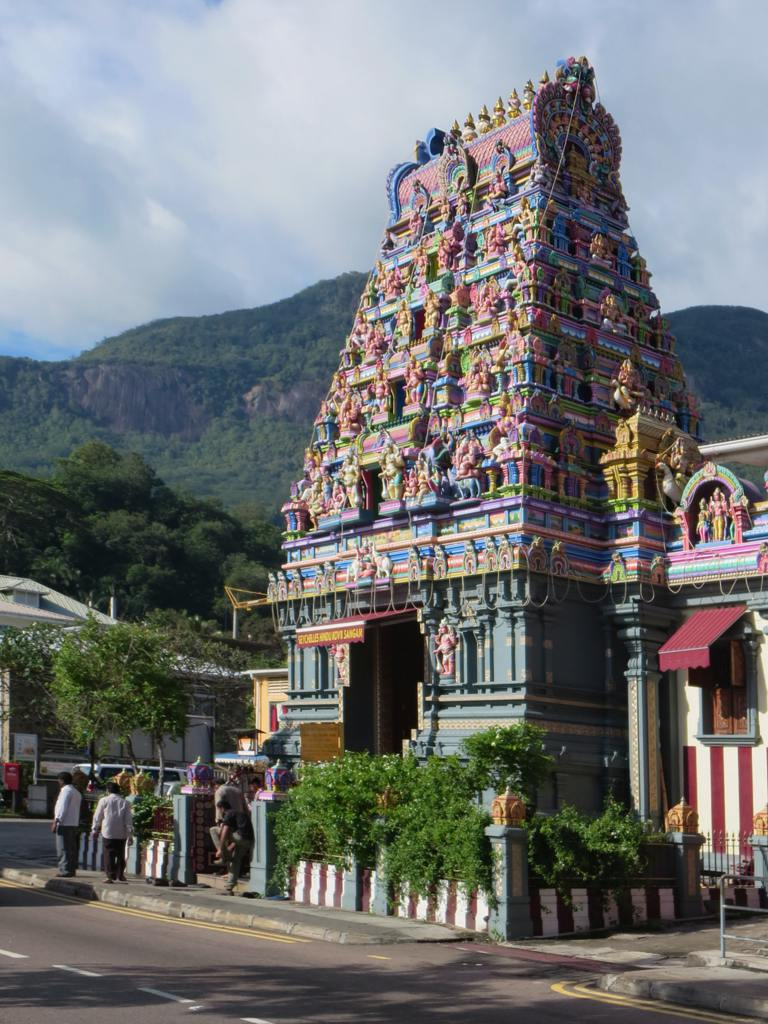
Hindu Tempel in Victoria, Seychellen

Hinduismus in den Seychellen ist die zweitgrößte Religion nach dem Christentum. 2,4 % der Bevölkerung gehört dem Hinduismus an, wobei 6 % der Bevölkerung der Seychellen ethnische Inder sind. Die hinduistische Glaubensgemeinschaft ist seit der Einrichtung des Seychelles Hindu Kovil Sangam und der Weihe des Navasakti Vinayagar Temple angewachsen. Aufgrund dessen hat die Regierung das Taippoosam-Kavadi-Festival zum Feiertag erklärt.

## Geschichte des Hinduismus in den Seychellen
1901 gab es erst 332 Hindu-Familien bei ca. 19.200 Einwohnern und etwa 3.500 Tamil-Sprechern.
1984 wurde das Seychelles Hindu Kovil Sangam gegründet und im Mai 1992 wurde der Navasakti Vinayagar Temple geweiht. Diese Ereignisse waren wichtige Schritte auf dem Weg zu einer kulturellen Eigenständigkeit und einem religiösen Erwachen.
2010 gab es mehr als 2.150 Hindus.

### Seychelles Hindu Kovil Sangam
Im Verlauf von siebzehn Jahren hat der Seychelles Hindu Kovil Sangam wichtige Beiträge zur Erhaltung, Festigung und Blüte einer hinduistischen Kultur der Seychellen gebracht. Das populäre Kavadi Festival und spezielle hinduistische Feiertage werden in Tamil und Englisch in den nationalen Medien besprochen und es gibt eine ausführliche Berichterstattung im Radio und Fernsehen.

## Arulmigu Navasakti Vinayagar Temple

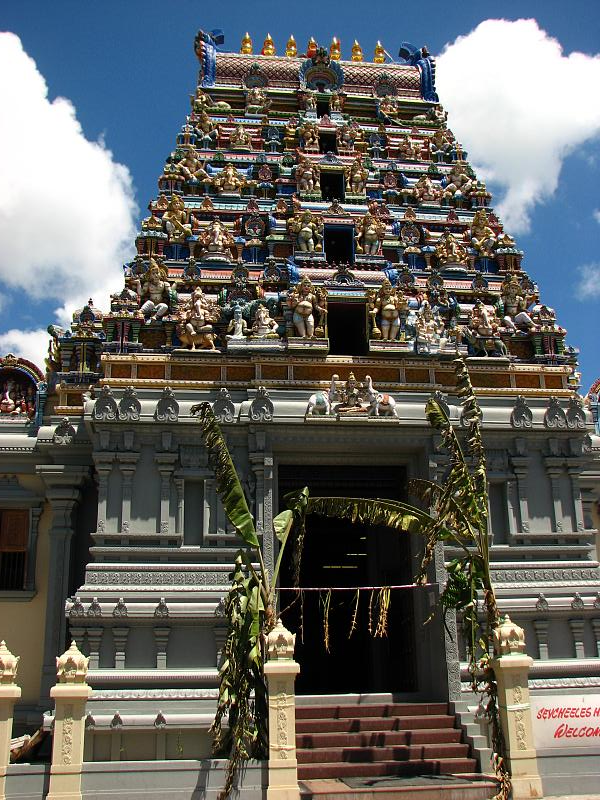
Thiru Navasakthi Vinayakar Kovil Victoria

Der Arulmigu Navasakti Vinayagar Temple ist der erste Hindu-Tempel in den Seychellen. Ganesha ist dort seit 1999 der Hauptgott (presiding deity). Neben Ganesha werden im Tempel Götterfiguren von Murugan, Nadarajah, Durga, Sreenivasa Perumal, Bhairawa und Chandekeswarar im inneren Mandapam des Tempels aufgestellt. Zu verschiedenen Anlässen werden jeweils verschiedene Gottheiten angerufen.
Das Taippoosam Kavadi Festival wurde ab 1993 zunächst nur im Innenhof des Tempels gefeiert. Mittlerweile hat sich das Fest in den äußeren Hof verlagert und ein chariot kavadi wird zur Prozession mitgenommen. Dieses Fest hat sich zu einem nationalen Festival entwickelt und 1998 erklärte die Regierung den Tag zu einem Feiertag für Hindus.